# Fluda araguae
Fluda araguae là một loài nhện trong họ Salticidae.
Loài này thuộc chi Fluda. Fluda araguae được María Elena Galiano miêu tả năm 1971.